# Barrabàs
Bar Abba o Barrabàs (en idioma arameu: בר-אבא) significa "fill del pare". Apareix en els evangelis com un bandoler que havia estat empresonat per assassinat amb un grup de sediciosos, durant uns avalots que hi havia hagut a Jerusalem.
Segons l'Evangeli segons Marc i l'Evangeli segons Lluc estava empresonat per haver participat en un motí en què s'havia comès un homicidi (Marc 15,7; Lluc 23,19). L'Evangeli segons Joan diu que era un bandoler (Joan 18, 40), i l'Evangeli segons Mateu es refereix a ell simplement com a "un presoner famós" (Mateu 27, 16). La pena pel seu crim hauria estat la crucifixió, però segons les escriptures dels evangelis hauria existit una tradició que permetia o requeria a Pilat d'indultar un presoner sentenciat a mort durant la Pasqua mitjançant aclamació popular. S'oferí a la gent reunida la possibilitat d'alliberar Jesús o Barrabàs. La gernació hauria aclamat popularment l'alliberament de Barrabàs.

## Teoria de Maccoby
Alguns erudits del Nou Testament, com Hyam Maccoby, han proposat la teoria que Barrabàs era un sobrenom que donaven a Jesús, qui sempre començava les oracions amb la paraula Abba, "Pare". Segons aquesta hipòtesi, quan la multitud a Jerusalem va exigir a Pilat que donés llibertat a "Bar Abba" (Barrabàs) demanaven la llibertat del mateix Jesús. Els editors ho van canviar per ocultar les connexions entre Jesús i el seu poble, el poble jueu. Aquesta teoria rep un fort suport de manuscrits provinents de Cesarea, del Sinaí, de Síria, i d'alguns manuscrits usats per Orígenes. Aquests manuscrits anomenen el suposat "Barrabàs" Iesous Ton Barabban, és a dir Jesus Bar Abba o Jesús Fill del Pare.
- Vegeu Messies